# Limnodrilus claparedianus
Limnodrilus claparedianus är en ringmaskart. Limnodrilus claparedianus ingår i släktet Limnodrilus och familjen glattmaskar. Inga underarter finns listade i Catalogue of Life.